# Calophya washingtonia
Calophya washingtonia är en insektsart som först beskrevs av Klyver 1931.  Calophya washingtonia ingår i släktet Calophya och familjen Calophyidae. Inga underarter finns listade i Catalogue of Life.